# Chiesa dei Santi Cosma e Damiano (Roccascalegna)
La chiesa dei Santi Cosma e Damiano è una chiesa di Roccascalegna, in provincia di Chieti. Fondata nel Cinquecento come alternativa alla chiesa parrocchiale per gli abitanti del borgo fuori le mura dell'abitato, presenta una ricca decorazione interna di gusto barocco ed è tuttora sede di una parrocchia.

## Storia
Le prime notizie sulla chiesa dei Santi Cosma e Damiano, così come per la vicina chiesa di San Pietro, risalgono al 1568, nei resoconti di una visita pastorale di un vescovo di Chieti.
Viene edificata fuori dalle mura dell'abitato, coma alternativa più ravvicinata alla chiesa parrocchiale di San Pancrazio per il borgo sviluppatosi nella zona. Nel 1737 viene praticato un restauro, come ricordato da un'epigrafe sul portale principale. La chiesa è tuttora officiata e costituisce parrocchia.

## Struttura

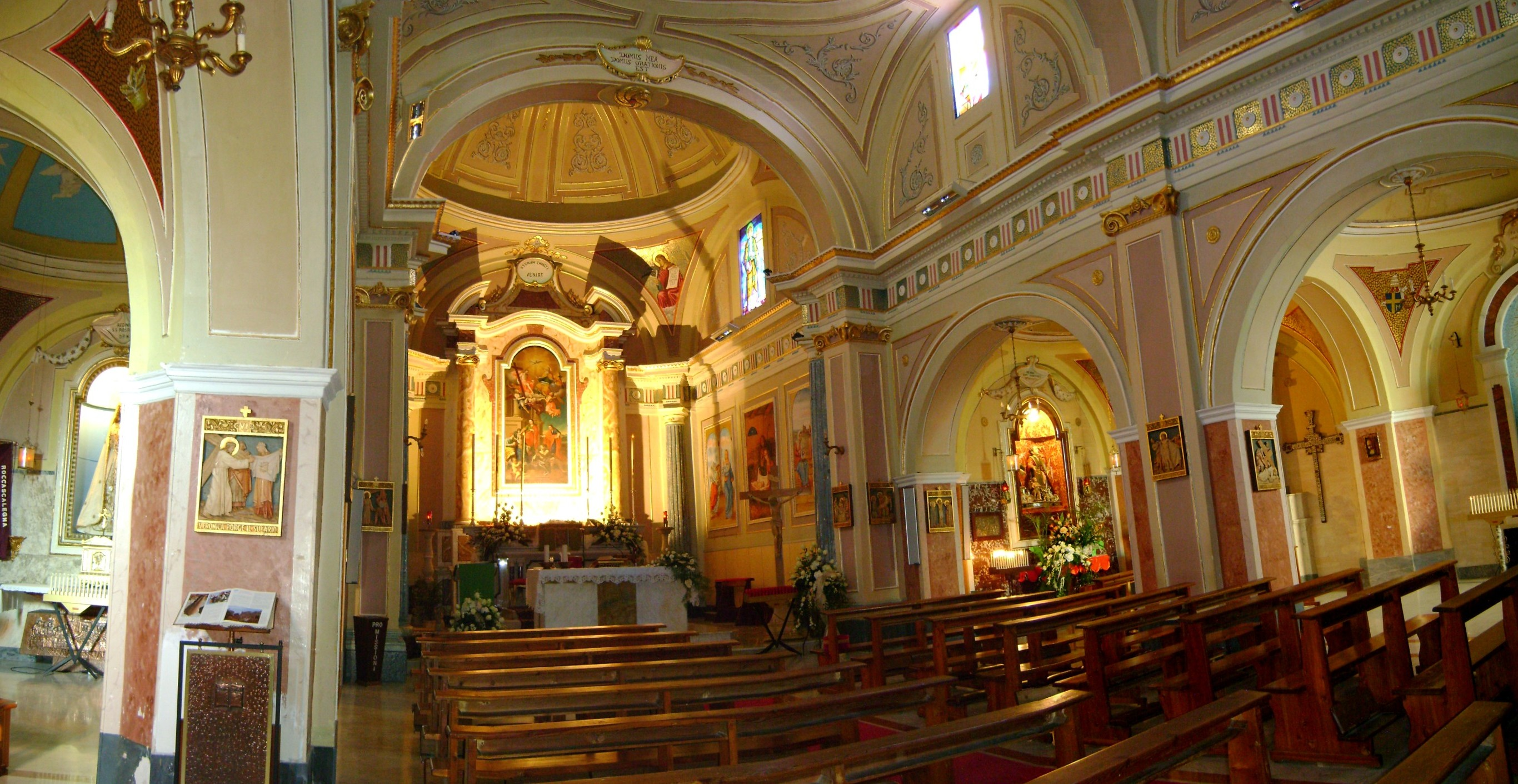
L'interno della chiesa

Esternamente, la chiesa presenta una facciata molto semplice: quattro alte lesene di ordine ionico reggono idealmente un cornicione su cui è poggiato un timpano triangolare. All'interno di quest'ultimo è aperto un piccolo oculo. A questo corpo centrale sono annesse due ali più basse che chiudono le navate laterale, con tetto a spiovente e aperte da un finestrone sormontato da un altro, piccolo oculo. Al centro della facciata è posto il portale d'ingresso alla chiesa, di epoca tardo-barocca.
L'interno della chiesa è impostato su una pianta a tre navate, senza transetto e con abside piatta. Le arcate e le pareti laterali sono ornate da un motivo ricorrente di lesene di ordine dorico, reggente una trabeazione a metope e triglifi sulla quale sono impostate le varie volte a vela che coprono le navate. Una ricca decorazione generale di stucchi, spesso colorati o dorati, orna l'intero ambiente. Le volte di copertura, inoltre, sono decorate ad affresco.
Sulla parete di controfacciata è posta una cantoria in legno sorretta da un colonnato, ospitante il grande organo della chiesa.
Le opere di maggior interesse sono la tela dell'altare maggiore che illustra la "Santissima Trinità" di Francesco Maria De Benedictis da Guardiagrele, presso il presbiterio si trovano moderne tele che illustrano i momenti principali della vita di Cristo, di ambito locale. Presso l'altare si trovano le statue dei Santi Medici, lateralmente in un altare una copia del quadro di San Gilberto compatrono della vicina Casoli, la cappella della Confraternita del Sacramento con la statua della Madonna Immacolata; nel capoaltare della navata sinistra vi è la staeua della Madonna di Lourdes; altre statue di rilievo sono quella di Cristo risorto, di San Vincenzo e San Gabriele arcangelo, restaurata da Gabriele Falcucci di Atessa. 
Caratteristica della chiesa è un altare laterale col quadro della Madonna col Bambino di fattura popolare, detto volgarmente "Mamma nostra". Un'altra copia si trova in un altare della chiesa di San Nicola a Lanciano.